# Friedhof Krematorium (Brandenburg an der Havel)

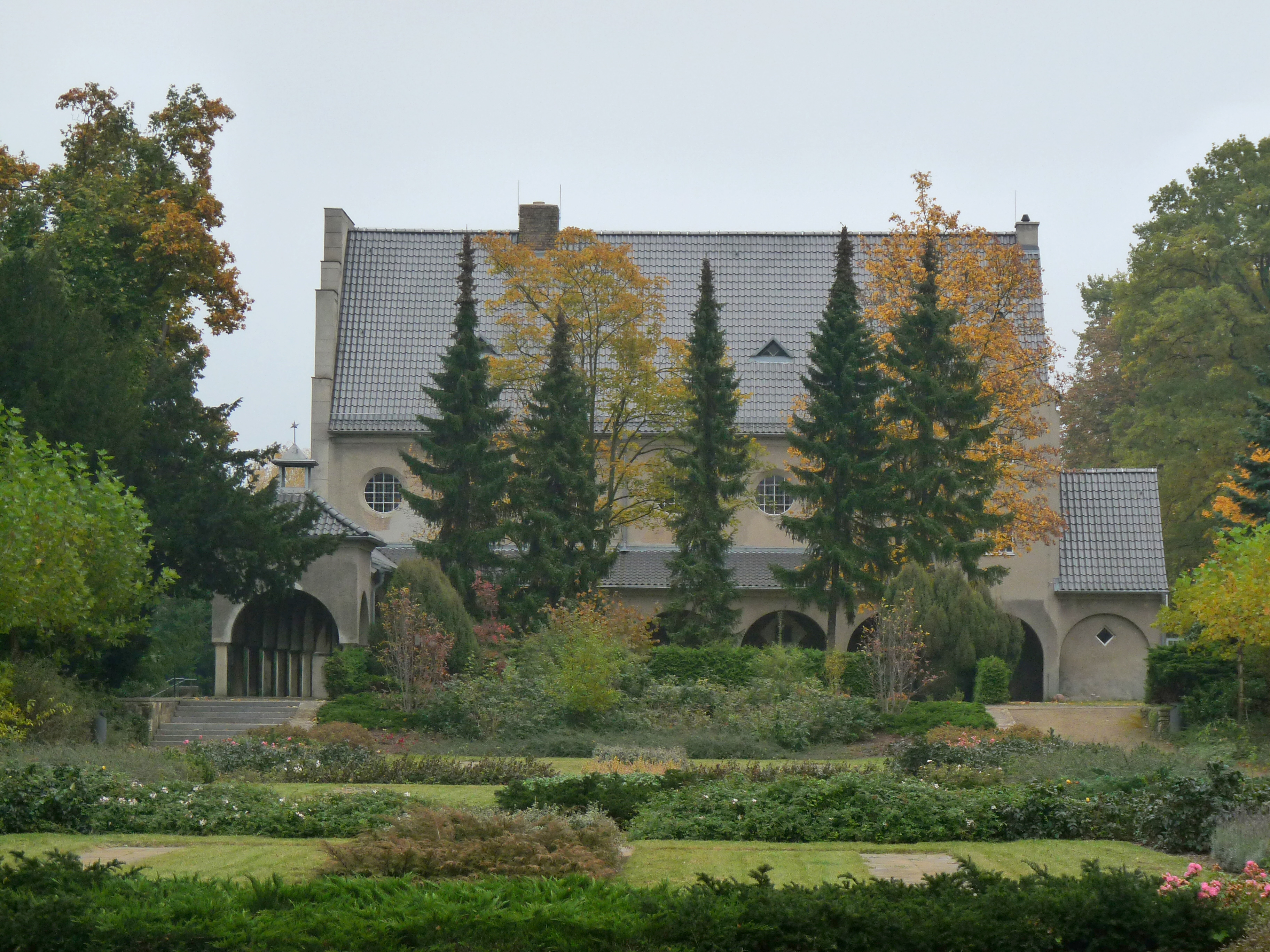
Teilansicht des Krematoriums Brandenburg an der Havel, erbaut 1925–1926 nach Plänen von Moritz Wolf

Das Krematorium in der Stadt Brandenburg an der Havel befindet sich am Nordhang des Marienbergs. Das an die Architektur einer Klosteranlage erinnernde Gebäudeensemble (Bauzeit 1925–1926) wurde zusammen mit dem umgebenden Friedhof (Bauzeit 1925–1928) errichtet und hat die Anschrift Willi-Sänger-Straße 17. Im Sprachgebrauch der Stadtverwaltung wird die Gesamtanlage heute als „Friedhof Krematorium“ bezeichnet; sie zählt zu den Baudenkmalen in Brandenburg/Havel.

## Geschichte

### Errichtung von Krematorium und Friedhof
Nachdem die Feuerbestattung 1911 in Preußen gesetzlich zugelassen worden war und sich ähnliche Organisationen bereits in anderen Städten gebildet hatten, erfolgte 1920 auch in Brandenburg an der Havel die Gründung eines Vereins für Feuerbestattung. Erklärtes Ziel dieses Vereins war die Errichtung einer eigenen städtischen Feuerbestattungsanlage.
Im Jahre 1924 beschloss der städtische Magistrat unter Oberbürgermeister Walther Ausländer, dem Feuerbestattungsverein ein sechs Morgen großes, noch erweiterungsfähiges Gelände am Nordabhang des Marienbergs in der damaligen Fohrder Straße zum Bau eines städtischen Krematoriums nebst kommunalem Hauptfriedhof zur Verfügung zu stellen. Dem Feuerbestattungsverein gelang es ferner, ein Darlehen in der Höhe von 40 000 Mark vom Berliner Bestattungsverein und der Gemeinschaft der Freidenker Brandenburg an der Havel zu bekommen. Mit der Ausarbeitung der Entwürfe wurde Stadtbaurat Moritz Wolf betraut, der für das Krematorium auch den Architekten Fritz Kerll und für den neuen Hauptfriedhof auch den Gartenbaudirektor Martin Keiser hinzuzog. Nach langwierigen Debatten erteilte der Magistrat schließlich am 22. April bzw. 7. Mai 1925 die endgültige Zustimmung zur Ausführung der eingereichten Pläne.
Am 15. Juni 1925 begann am Nordabhang des Marienbergs der Bau des Krematoriums, und zeitgleich auch jener des neuen Hauptfriedhofs. Die nordwestlich der historischen Altstadt und etwa einen Kilometer nördlich des rechten Havelufers gelegene Erhebung erwies sich als gut geeignet für den terrassenförmigen Aufbau des Friedhofsgeländes. Die von Martin Keiser gemeinsam mit Moritz Wolf geplante parkartige Gartenanlage wurde mit vielerlei Gehölzgruppen, Stabfeldern sowie platzartigen Erweiterungen gestaltet, da sie nicht nur einen würdigen Bestattungsplatz für die Verstorbenen schaffen wollten, sondern durch vorausschauende Landschaftsplanung auch einen stadtnahen öffentlichen Erholungsraum für die Lebenden.
Das Krematorium wurde von Moritz Wolf als eine mehrflügelige Baugruppe aus hell verputzten Ziegelbauten konzipiert, allerdings wurde sein Plan nicht zur Gänze umgesetzt. Während das langgestreckte Gebäudeensemble mit seinen Arkaden an eine klösterliche Anlage erinnert, weckt die Feierhalle mit ihrem Staffelgiebel und der stilisierten Fensterrose Assoziationen mit einer mittelalterlichen Kirche. Die Aussegnungshalle wiederum ist dem Vorbild spätgotischer Zellengewölbe nachempfunden. Die expressionistische Innenausstattung aus der Bauzeit wurde vom Bildhauer Albert Caasmann aus Brandenburg an der Havel ausgeführt und ist bis heute vollständig erhalten geblieben. Nicht erhalten geblieben ist hingegen das 1926 von den Bildhauern Steinbrückner und Baumeister (beide aus Brandenburg an der Havel) aus fränkischem Naturmuschelkalk geschaffene Kriegerdenkmal (für die im Ersten Weltkrieg gefallenen Angehörigen des Reserve-Infanterie-Regiments Nr. 206)  an der Nordseite des Krematoriums.
Die Einweihung des städtischen Krematoriums und des Hauptfriedhofs erfolgte am 17. Oktober 1926. Als erste Urne wurde damals diejenige von Oberbürgermeister Walther Ausländer bestattet, dessen Leichnam man zwecks Kremierung noch nach Berlin hatte überführen müssen. 1927 fand auch der Sozialdemokrat und Ehrenbürger von Brandenburg an der Havel Otto Sidow seine letzte Ruhestätte auf dem neuen Areal.

### Zeit des Nationalsozialismus
In der Zeit des Nationalsozialismus wurde, vermutlich 1940, auf dem Friedhof um das Krematorium ein „Ehrenfriedhof“ für Angehörige der Wehrmacht, der Polizei, der SS und der Hitlerjugend angelegt, in dem 240 Verstorbene in Einzelgräbern bestattet wurden. Nach 1945 wurde die Kennzeichnung der Einzelgräber aufgehoben. Erst 2000 erhielt dieses Areal wieder eine eigene Gedenkstele und 2006 wurden die nicht mehr markierten Gräber rekonstruiert.
1940 wurde im Zuchthaus Brandenburg-Görden auch eine Hinrichtungsstätte installiert. Zusammen mit dem Strafgefängnis Plötzensee bildete das Zuchthaus die „zentrale Hinrichtungsstätte für den Vollstreckungsbezirk IV“. Zwischen dem 1. August 1940 und dem 20. April 1945 wurden hier 2032 Männer aus ganz Europa hingerichtet. Die Leichname der meisten im Zuchthaus durch Enthauptung mit dem Fallbeil hingerichteten Personen wurden auf den Marienberg gebracht und im städtischen Krematorium verbrannt. Die Urnen ließen die Anstaltsbetreiber an verschiedenen Stellen auf dem umliegenden Friedhof vergraben. Am 9. August 1943 wurde im Zuchthaus u. a. Franz Jägerstätter enthauptet. Nach der Hinrichtung wurde sein Leichnam am 11. August 1943 im städtischen Krematorium verbrannt. Anstatt dabei jedoch den Vorgaben der Anstaltsbetreiber zu folgen, wonach für zum Tode Verurteilte eine anonyme Bestattung vorgesehen war, verfuhr die  Friedhofsverwaltung gemäß den allgemeinen  Vorschriften zur Feuerbestattung und beschriftete die Urne mit Namen, Geburts-, Todes- und Kremationsdatum und gab auch den Schamottestein mit der Verbrennungsnummer zur eindeutigen Identifikation dazu. Bestattet wurde die Urne auf dem städtischen Friedhof am Marienberg, wo Franziskanerinnen Blumen am Bestattungsort pflanzten, nachdem ihnen der Friedhofsverwalter den Ort gezeigt hatte. Auf diese Weise konnte die Urne im Sommer 1946 in Jägerstätters Heimatort zurückgebracht werden.
In den letzten Tagen des Zweiten Weltkrieges, am 31. März und am 20. April 1945, erlebte Brandenburg an der Havel schwere Luftangriffe. Mehrere Hundert Bombenopfer wurden nahe des Aufgangs zum Krematorium auf dem sogenannten „Terrorfeld“  bestattet. Auch 388 verstorbene Flüchtlinge und Vertriebene, die im Durchgangslager Quenz untergebracht waren, fanden dort ihre letzte Ruhestätte. Insgesamt wurden in dieser Abteilung 1069 Einzelgräber ziviler Opfer angelegt.

### Nachkriegszeit und DDR
Noch 1945 wurde die Urne Werner Seelenbinders vom städtischen Friedhof nach Berlin in den Werner-Seelenbinder-Sportpark überführt. Im Sommer 1946 wurden die Urnen weiterer antifaschistischer Widerstandskämpfer exhumiert und auf den Berliner Zentralfriedhof Friedrichsfelde überführt, wo sie schließlich in der Gedenkstätte der Sozialisten (und zwar im Urnensammelgrab bei der großen Porphyr-Gedenktafel auf der rechten Seite der Ringmauer der Gedenkstätte) bestattet wurden.

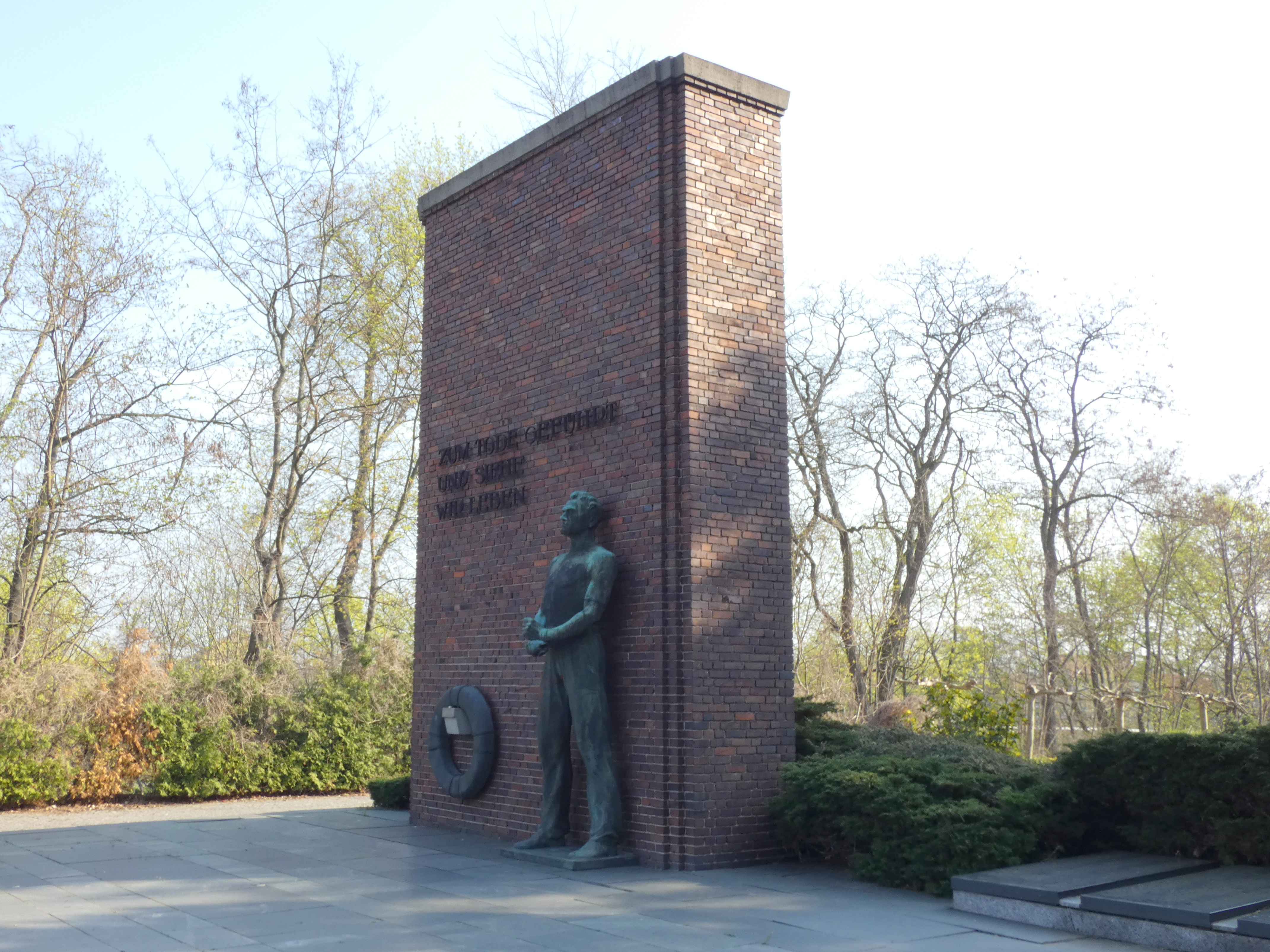
Teilansicht des 1947 errichteten Ehrenmals für die im Zuchthaus Brandenburg-Görden hingerichteten antifaschistischen Widerstandskämpfer

Ab 1947 wurde am Nordhang des Marienbergs das Ehrenmal für die im Zuchthaus Brandenburg-Görden hingerichteten antifaschistischen Widerstandskämpfer errichtet. Das wesentliche und noch heute klar erkennbare Gestaltungselement des Mahnmals ist eine gärtnerisch gestaltete Sichtachse, die am Krematorium ihren Ausgang nimmt und von dort aus rund 200 Meter nach Westen führt. In genau dieser Richtung liegt, rund fünf Kilometer vom Marienberg entfernt, das Zuchthaus Brandenburg-Görden, und so sollte die historische Verbindung zwischen der Haftanstalt und dem Krematorium veranschaulicht werden. Gleichzeitig konnten 365 Urnen mit der Asche einiger Opfer zum Mahnmal umgesetzt werden. Eine größere Zahl Urnen, etwa 1450, wurde den Heimatländern der Opfer übergeben.  Später kamen Gedenktafeln für Arbeitsdeportierte aus Frankreich, Italien und der Tschechoslowakei hinzu.
Mit der Entwicklung einer eigenständigen Sepulkralkultur in der DDR ab Anfang der 1960er Jahre nahm der Anteil der Feuerbestattungen rasant zu. In diesem Zusammenhang erfuhr auch das Friedhofsareal rund um das städtische Krematorium in diesem Jahrzehnt eine wesentliche Umgestaltung. Im Ehrenhain für die Verfolgten des Nationalsozialismus (VdN-Ehrenhain) wurden seit 1960 Mitglieder der Vereinigung der Verfolgten des Naziregimes bestattet. Neben ihnen wurden auch „antifaschistische Widerstandskämpfer, verdienstvolle Parteiveteranen und Aktivisten der ersten Stunde“ beigesetzt, die nicht im Zuchthaus Brandenburg-Görden inhaftiert waren. Einige Opfer des NS-Regimes, die dort nicht begraben liegen, erhielten symbolische Gedenktafeln, wie u. a. Gertrud Piter.
Das Ehrenmal für die in Brandenburg-Görden hingerichteten antifaschistischen Widerstandskämpfer wurde 1975 erweitert und umgestaltet, besonders durch die Schaffung eines  Versammlungsplatzes für Massenkundgebungen mit bis zu 100.000 Teilnehmenden. In den 1980er bis 1990er Jahren sollte das Ehrenmal zu einer Nationalen Mahn- und Gedenkstätte der DDR mit angeschlossenem Forschungszentrum ausgebaut werden. Den formellen Beschluss zu diesem Projekt fasste der Ministerrat der DDR am 10. Juni 1987.  Eine Rolle hierbei mag gespielt haben, dass Erich Honecker selbst von 1937 bis 1945 in Brandenburg-Görden inhaftiert gewesen war. Infolge des Ministerratsbeschlusses wurde die Stadtverwaltung angehalten, die für dieses Projekt benötigten Flächen rasch durch so bezeichnete „Umverlagerungen“ zur Verfügung zu stellen. Im Auftrag des Ministeriums für Kultur  ließ die Stadtverwaltung deshalb 824 Verstorbene aus dem seinerzeit so genannten „Terrorfeld“ exhumieren und zusammen mit 26 Urnen umbetten. Nach der deutschen Wiedervereinigung wurden diese Pläne nicht weiter verfolgt.

### 1990 bis zur Gegenwart
Zum Volkstrauertag des Jahres 2000 wurde in der Mitte der seinerzeit, vermutlich 1940, für Angehörige der Wehrmacht, der Polizei, der SS und der Hitlerjugend angelegten Gräberfeldes eine Gedenkstele aufgestellt. 2006 wurden ihre nach 1945 nicht mehr markierten Gräber rekonstruiert, so dass nun auch Erinnerungsorte für gefallene Wehrmachtssoldaten, Zivilpersonen und Vertriebene aus den ehemaligen deutschen Ostgebieten auf dem Friedhof vorhanden sind.
2006 wurde das bis dahin als städtischer Betrieb geführte Krematorium privatisiert und wird seither vom Unternehmen „Feuerbestattungen Brandenburg GmbH“ betrieben.